# Ingelore König
Ingelore König (* 1960) ist eine deutsche Filmproduzentin und Autorin.

## Leben
König studierte an der HFF Potsdam. Sie veröffentlichte mehrere Arbeiten zum Kinder- und Jugendfilm der DDR. Bekannt ist sie vor allem als Produzentin von Filmen wie Die Blindgänger (2004), Blöde Mütze! (2007) den Märchenverfilmungen der ARD, sowie Winnetous Sohn (2015).

## Filmografie
- 2002: Wie verliebt man seinen Vater?
- 2003: Vorsicht – keine Engel! (Fernsehserie)
- 2004: Die Blindgänger
- 2004: Wer küsst schon einen Leguan?
- 2005–2008: Ein Engel für alle (Fernsehserie, 21 Episoden)
- 2006: Hänsel und Gretel
- 2006: Unsere zehn Gebote (Fernsehserie, 10 Episoden)
- 2007–2013: Krimi.de (Fernsehserie, 9 Episoden)
- 2008: Blöde Mütze!
- 2008: Stella und der Stern des Orients
- 2008: Zitronenfalter, halt’s Maul! (Kurzfilm)
- 2008: Zwerg Nase
- 2008: König Drosselbart
- 2009: Die Gänsemagd
- 2010: Prinz & Bottel (TV-Miniserie)
- 2010: Das blaue Licht
- 2012: Vierzehn (Dokumentarfilm)
- 2012: Rotkäppchen
- 2012: Die sechs Schwäne
- 2013: Die kleine Meerjungfrau
- 2013: Die goldene Gans
- 2014: Die Schneekönigin
- 2015: Winnetous Sohn
- 2016: Paula
- 2017: Felix macht Ferien
- 2017: Der Zauberlehrling
- 2018: Endzeit
- 2022: Zitterinchen
- 2022: Weckschreck

## Auszeichnungen
- 2007: Robert-Geisendörfer-Preis (Kinderfernsehpreis für die Produktion von Unsere zehn Gebote)